# Delphinium kingianum
Delphinium kingianum là một loài thực vật có hoa trong họ Mao lương. Loài này được Brühl ex Huth mô tả khoa học đầu tiên năm 1895.